# Protivín
Protivín (německy Protiwin) je malé město v jižních Čechách v okrese Písek. Žije zde přibližně 4 800 obyvatel. Nachází se na hlavním dopravním tahu z Písku na České Budějovice mezi Pískem a Vodňany. Protéká jím řeka Blanice.
Protivín vznikl jako podhradí královského hradu, který stál na místě dnešního zámku. Zámek je postaven v renesančním stylu a s kostelem sv. Alžběty Portugalské v raně barokním stylu. Zástavba Protivína je soustředěna kolem jedné dlouhé ulice táhnoucí se od železničního nádraží Protivín přes náměstí až k železniční zastávce Protivín-zastávka. Město je známo především díky pivu, jež se vaří v místním pivovaru založeném v roce 1598. Jedná se o značku Platan, kterou vaří Městský pivovar Platan. Svůj název pivovar získal od dvojí aleje platanů, jež vede k jeho bráně.

## Historie
První písemná zmínka o Protivínu pochází již z roku 1282, kdy ves byla v držení bratří Prušinků, ale předpokládá se, že ves vznikla již někdy kolem roku 1260 jako tvrz a vesnice okolo brodu přes zlatonosnou řeku Blanici, která městem protéká. Název města je odvozován od původního držitele vsi zvaného Protiva. Protivín nepatřil soukromým osobám, nýbrž byl odedávna zbožím královským. Během vlády Karla IV. a Václava IV. spravovali ves vlastní správci. Roku 1434 se tvrze zmocnil Oldřich z Rožmberka. Rožmberkové tvrz a statek postoupili roku 1457 Chvalovi z Pohání, jehož potomci se nazývali Protivínští z Pohání a drželi tvrz do roku 1527, kdy se uvádí Petr Sedlecký od Dubu na Protivíně.
V roce 1562 změnil Protivín majitele, byl prodán Ferdinandem I. Jáchymovi z Hradce, který ji držel po čtyřicet let. V roce 1598 Protivín získali bratři Kryštof Vratislav a Jiří z Mitrovic. Po vystřídání celé řady majitelů přešel majetek v roce 1711 do rukou Adama Františka knížete ze Schwarzenbergu.
19. století znamenalo pro obec dobu rozkvětu, během níž došlo k jejímu značnému rozvoji. Po uzavření cukrovaru se ale začala zvyšovat nezaměstnanost, což vedlo k vlně vystěhovalectví jak do okolních oblastí, tak i do USA, kde přistěhovalci kolem roku 1855 založili i stejnojmennou osadu Protivin. V srpnu roku 1899 byla obec Protivín povýšena na město.
V 1. světové válce padlo 91 protivínských občanů.   V roce 1945 probíhala přes Protivín demarkační čára. Dne 13. května 1945 se ve vile doktora Aloise Svobody (čp. 452) setkali sovětští a američtí generálové.

## Obyvatelstvo
| Rok            | 1869  | 1880  | 1890  | 1900  | 1910  | 1921  | 1930  | 1950  | 1961  | 1970  | 1980  | 1991  | 2001  | 2011  | 2021  |
| -------------- | ----- | ----- | ----- | ----- | ----- | ----- | ----- | ----- | ----- | ----- | ----- | ----- | ----- | ----- | ----- |
| Počet obyvatel | 4 362 | 5 384 | 5 135 | 5 940 | 6 273 | 6 058 | 5 781 | 4 850 | 5 202 | 4 868 | 5 248 | 4 859 | 4 952 | 4 811 | 4 663 |
| Počet domů     | 491   | 569   | 589   | 638   | 718   | 767   | 901   | 1 039 | 1 021 | 1 025 | 1 093 | 1 243 | 1 351 | 1 415 | 1 445 |

## Městská správa

### Části města
Město Protivín se skládá z devíti částí na devíti katastrálních územích
- Chvaletice (k. ú. Chvaletice u Protivína)
- Krč (k. ú. Krč u Protivína)
- Maletice (i název k. ú.)
- Milenovice (i název k. ú.)
- Myšenec (i název k. ú.)
- Protivín (i název k. ú.)
- Selibov (i název k. ú.)
- Těšínov (k. ú. Těšínov u Protivína)
- Záboří (k. ú. Záboří u Protivína)

### Městské symboly
Vlajka byla městu udělena rozhodnutím předsedy Poslanecké sněmovny Parlamentu České republiky dne 4. června 1998.

## Doprava
Podél západního okraje města vede silnice I/20, která je součástí evropské silnice E49, mezi městy Písek a České Budějovice. Silnice je vedena obchvatem kolem města, zčásti po silničním mostě, který přemosťuje oblast železničního nádraží.
Ve městě se kromě velkého železničního nádraží, kde se setkávají železniční tratě Plzeň – České Budějovice a Zdice – Protivín, nachází i zastávka Protivín zastávka na pokračování trati do Českých Budějovic. Ve stanici Protivín zastavují všechny vlaky osobní dopravy včetně rychlíků.

## Pamětihodnosti
- Výklenková kaple svatého Václava se nachází u silnice za městem směrem na Krč.[14]
- Výklenková kaple svaté Barbory se nachází u původní staré cesty na Myšenec v polích, mezi zástavbou.[14]
- Pohřební kaple svaté Anny, kterou na návrší nad Protivínem nechal postavit Sigmund Ludvík Trauttmansdorf, měla sloužit jako rodinná hrobka. V regionální literatuře se často uvádí, že její stavba trvala od roku 1690 do roku 1707, ale nejspíš byla dostavěna o něco dříve. Kolem této kaple byl později zřízen hřbitov. První zápis o pohřbu na tomto místě byl v matrice zemřelých datován 30. 3. 1722. Tento hřbitov nebyl nijak intenzivně využíván. Pohřbívalo se zde jen ojediněle, většinou šlo o příslušníky rodin panských úředníků. Místní poddaní byli pohřbíváni většinou v Myšenci, kde měli již z minulosti své rodinné hroby. V josefinském katastru z roku 1788 je vedle starého hřbitova u sv. Anny veden ještě „nový krchov u kapličky svaté panny Barbory“. Je pravděpodobné, že tento nový hřbitov byl zřízen jako nouzové pohřebiště v době velkých povodní na řece Blanici. Situace se změnila až v 19. století, kdy už se pohřbívalo výhradně na hřbitově u svaté Anny. Díky tomu již nestačila původně vymezená plocha, a proto byl v roce 1881 hřbitov značně rozšířen. Roku 1945, po skončení druhé světové války, byl hřbitov kolem svaté Anny zrušen a prostor byl přeměněn na park.
- Výklenková kaple Panny Marie je vzadu za kaplí svaté Anny v parčíku.[14]
- Výklenková kaple svatého Jana Nepomuckého se nachází u zámku.[14]
- Pomník obětem 1. a 2. světové války[8]
- Pamětní deska na památku železničářů, popravených během německé okupace Čech, Moravy a Slezska, na budově železniční stanice[8]
- Židovský hřbitov v Protivíně – v rozvalinách

- Od roku 2014 je památkově chráněn areál hřbitova s obřadní síní a kolumbáriem, vybudovaný v třicátých letech 20. století podle návrhu architekta Karla Chocholy.[15]

### Zámek
Nevelký čtverhranný protivínský hrad založil asi v polovině 13. století král Přemysl Otakar II. První písemná zmínka o něm pochází právě z roku 1282, kdy byl zastaven Pruschenkům ze Stettenberka Další písemnou zmínkou je pak až záznam ve spisu Majestas Carolina z roku 1334, který je dílem samotného Karla IV. Až do roku 1434 zůstal hrad v královském majetku, toho roku jej však císař Zikmund zastavil Oldřichovi z Rožmberka. Vladař domu rožmberského pak hrad již roku 1438 dále zastavil Chvalovi z Pohnání. V držení tohoto rodu hrad zůstal až do roku 1527.
V roce 1562 získal Protivín od Ferdinanda I. již výše zmíněný Jáchym z Hradce, který započal s rozsáhlou renesanční přestavbou hradu na zámek. Roku 1598 prodal Adam II. z Hradce Protivín a Hlubokou pánům z Mitrovic. 
V roce 1615 páni z Mitrovic přestavěli hrad na renesanční zámeček, který později zdědili Švihovští, Šternberkové a v roce 1662 se celé panství dostalo do majetku Trautmansdorfů, kteří jej v roce 1695 rozšířili o Chřešťovice. V roce 1710 koupil protivínské panství kníže Adam František Schwarzenberk, který zámek v letech 1719–1732  nechal barokně přestavět staviteli Pavlem Ignácem Bayerem a Antonínem Erhardem Martinellim. Strop ze zrušeného sálu byl v roce 1720 převezen do chřešťovického kostela. Po této rekonstrukci se podoba zámku už neměnila. Zámek mírně lichoběžníkového tvaru má dvouposchoďová křídla a čtverhrannou věž vystupující ze severovýchodního nároží. Obklopuje jej anglický park, v němž se nachází 20 druhů vzácných dřevin a dva barokní altány. Na počátku 20. století fungoval zámek jako letní hotel. Mimo jiné zde pobýval spisovatel Eduard Bass, který zde psal svůj román Cirkus Humberto. Až do roku 1948 patřil protivínský zámek Schwarzenberkům.

## Turistické zajímavosti
- V Protivíně je pobočka Prácheňského muzea – Památník města Protivína-
- Krokodýlí ZOO Protivín byla založena v roce 2008 a stala se turistickou atrakcí města. Chová mnoho, v rámci Evropy, unikátních krokodýlích druhů.
- Do nejsevernějšího cípu katastrálního území Protivín zasahuje malá část přírodní památky Klokočínské louky.
- K místnímu pivovaru vede platanová alej, která byla vyhlášena alejí roku 2024. V třířadé aleji vysazené v roce 1885 roste 59 platanů javorolistých, které mají obvody měřící 160 až 310 cm.[17]

## Osobnosti
- František Špatný (1814–1883), lexikograf
- Ottokar Brzoza-Brzezina , původně Otakar Vincenc Březina (1883–1968), polský plukovník českého původu
- Marta Krásová (1901–1970), operní pěvkyně
- Nina Bártů (1904–1992), herečka
- Zdeněk Pilát (1910–1996), konstruktér automobilových a leteckých motorů
- Jiří Kolář (1914–2002), básník, dramatik, překladatel, mecenáš
- Václav Raba (1915–2000), in memoriam brigádní generál, pilot 313. československé stíhací perutě RAF, velitel 310. československé stíhací perutě RAF
- František Huspeka (1817– 1891?), velmistr českého Rytířského řádu křižovníků s červenou hvězdou, poslanec[18]
- Václav Jakš (1862–1938), odborník, organizátor a učitel v oboru včelařství[19]

## Fotogalerie

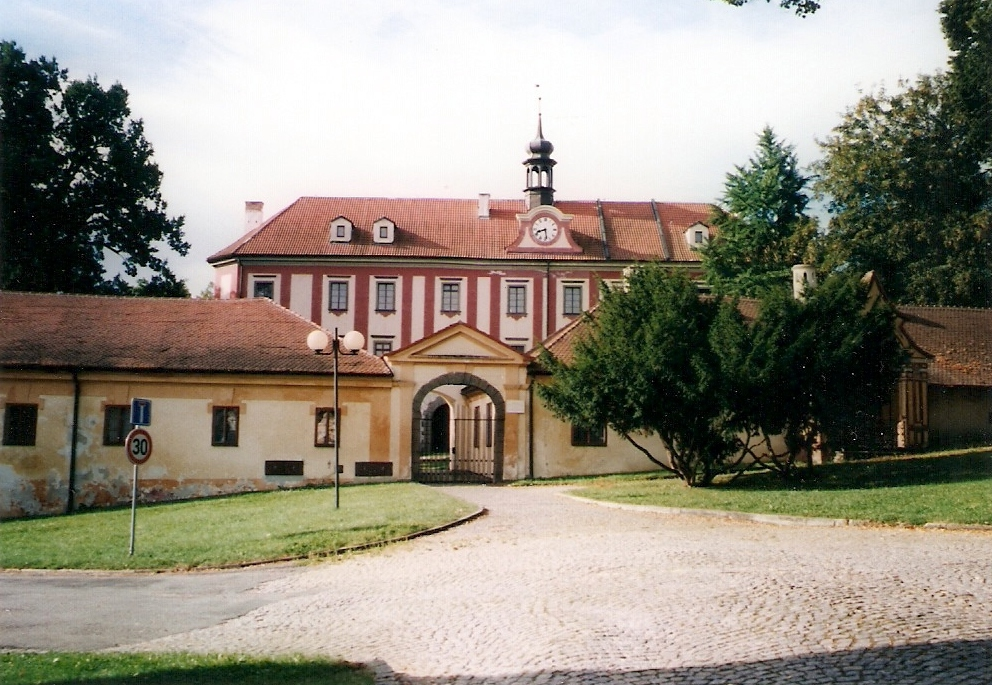
Protivínský zámek
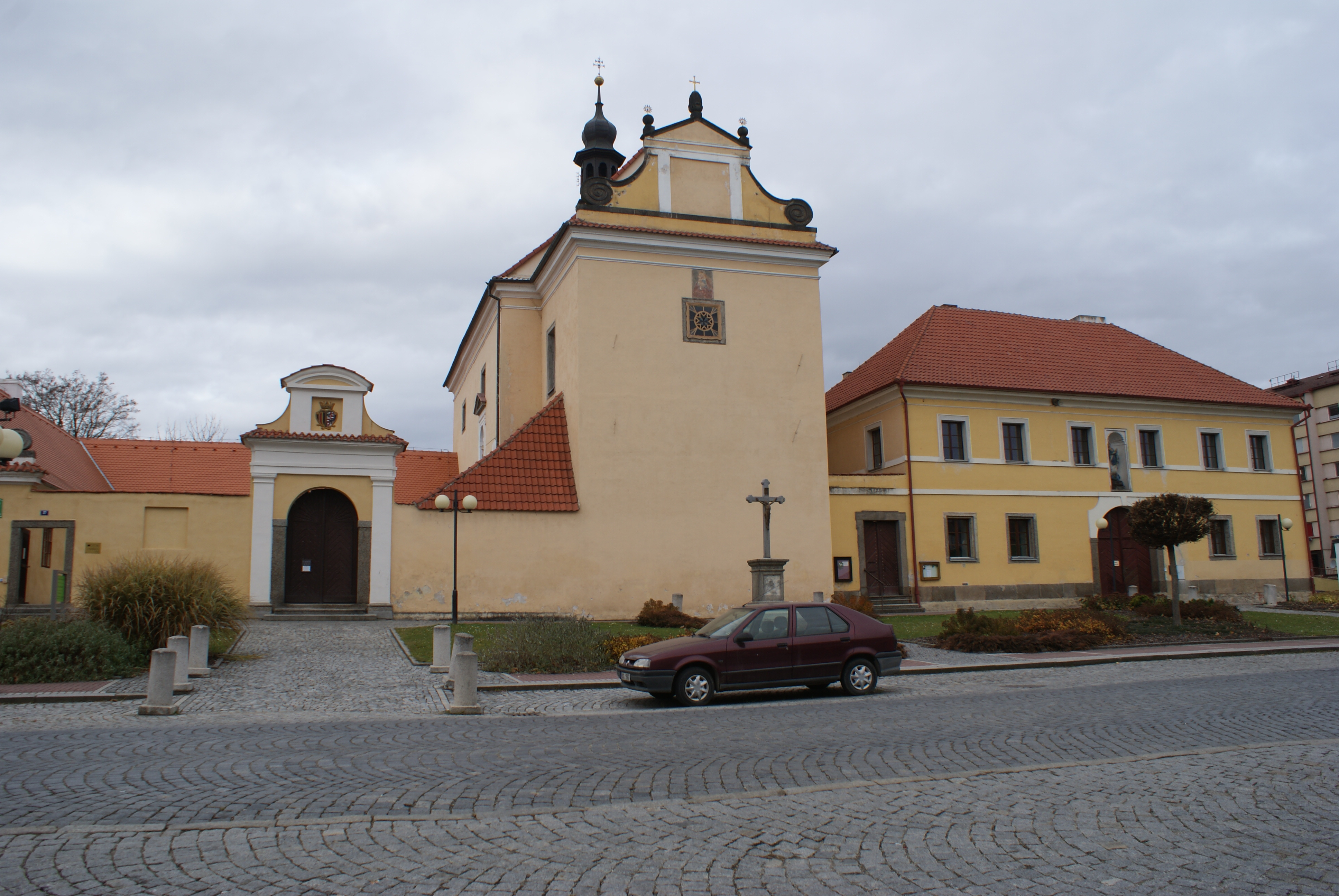
Kostel svaté Alžběty na Masarykově náměstí
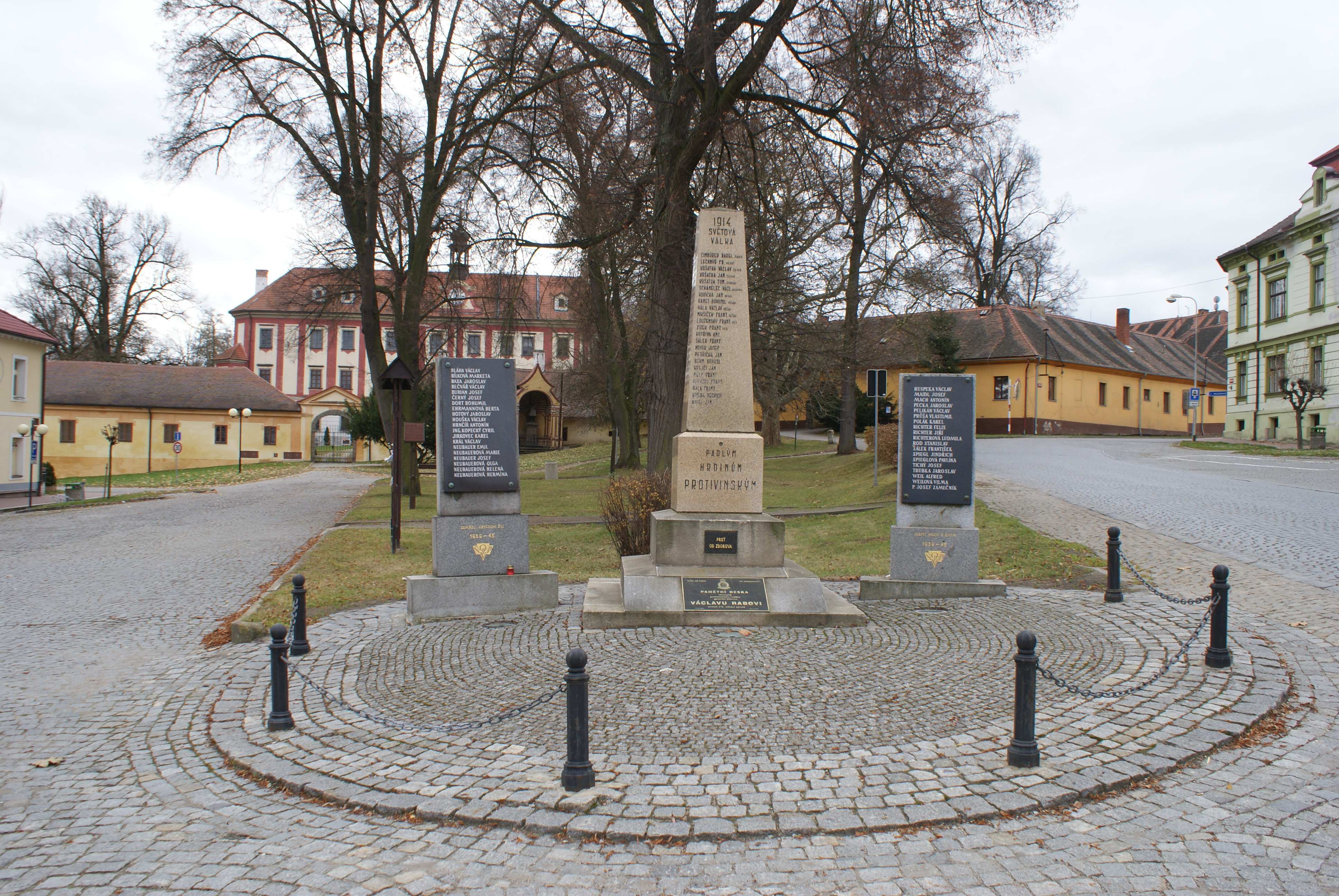
Památník obětem 1. a 2. světové války
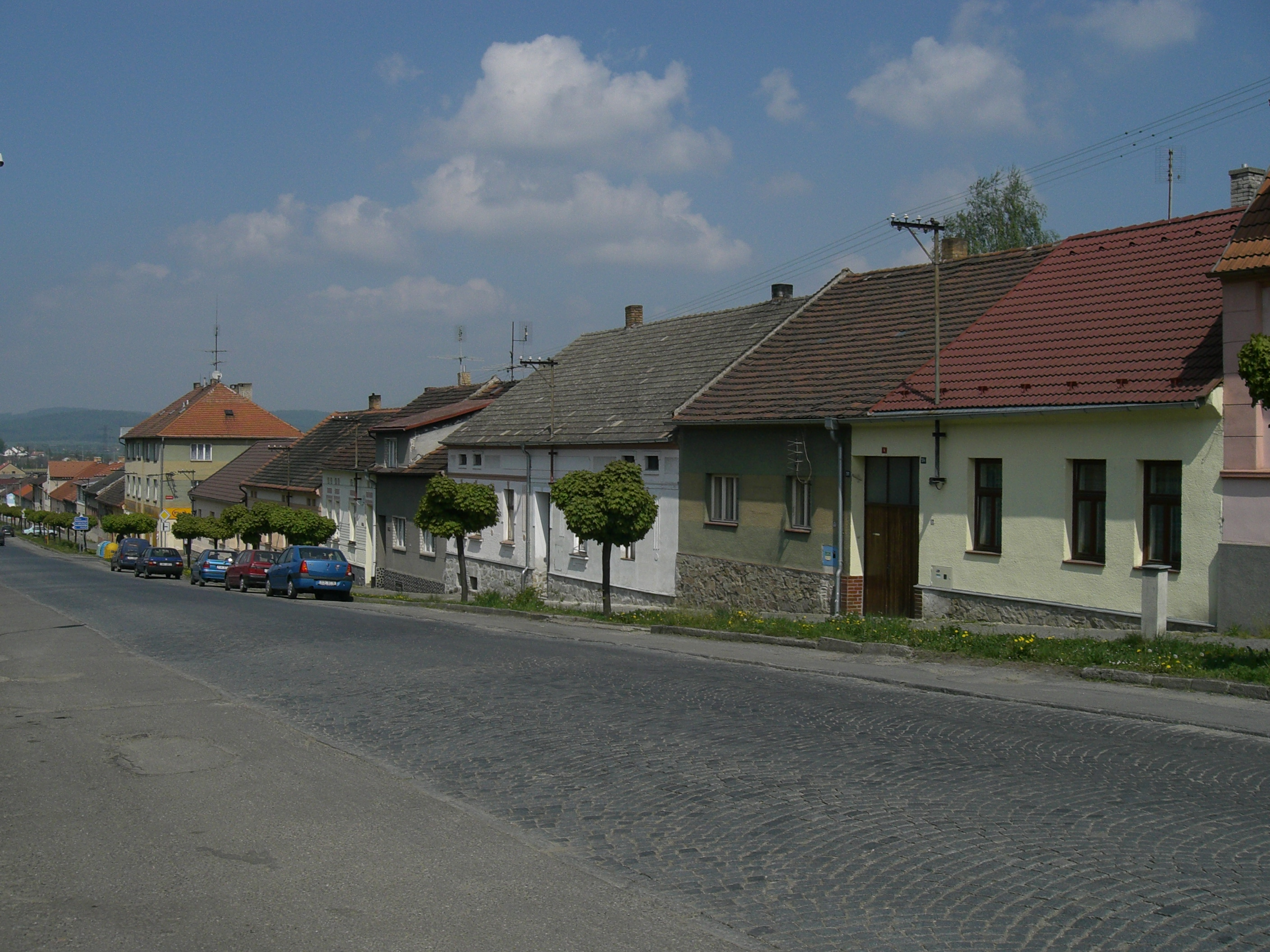
Jiráskova ulice